# ブラッドステインド:リチュアル・オブ・ザ・ナイト
『ブラッドステインド：リチュアル・オブ・ザ・ナイト』 （Bloodstained: Ritual of the Night）は、2019年6月18日に505Gamesから発売した横スクロール型2DアクションRPG。五十嵐孝司率いるArtPlay社が開発した。
プラットフォームは、PlayStation 4、Nintendo Switch、Xbox One、PC（Steam）などに対応している。

## 概要
本作はメトロイドヴァニアと呼ばれる、『メトロイドシリーズ』や『悪魔城ドラキュラX 月下の夜想曲』のようなサイドビュー視点探索型アクションゲームである。
また、キャラクターの成長要素や、アイテムのクラフト要素もあるほか、装備を変えるとキャラクターのグラフィックも変わる。
グラフィックは3Dで制作されているものの、サイドビューで2Dのように見えるため2.5Dとされている。
本作は、コナミで『悪魔城ドラキュラ』シリーズなどの開発スタッフの一人であった五十嵐孝司がコナミ退社後にArtPlay所属となってkickstarterで資金を調達して開発した作品であり、2018年5月24日に配信された8bit風の『ブラッドステインド:カース・オブ・ザ・ムーン』（Bloodstained: Curse of the moon）の10年後の時代が舞台となる。

## ストーリー
18世紀末、産業革命によって起こった科学の発展に伴い、錬金術は急速にその地位を失いつつあった。これに危機感を抱いた錬金術ギルドは、科学の発展は悪魔に魂を売ることだと吹聴するが、科学の発展は止まることは無かった。業を煮やした錬金術ギルドは、結晶を移植した幼子を生贄にし、悪魔を召喚した。しかし、それから1年後、錬金術ギルドは崩壊する。
それから10年、地獄の城がこの世に復活する。
それと同時に、儀式の生贄として使われる予定だった女性ミリアムが昏睡状態から目を覚ました。
ミリアムは、自らの結晶化の解決と、さらなる大きな目的のために戦いに身を投じた。

## 登場人物
担当声優は日本語版/英語版
ミリアム
声 - 小清水亜美 / エリカ・リンドベック
本作のヒロイン。幼少時に錬金術師に拾われ、その秘術によって結晶を体内に宿す存在「シャードリンカー」になった女性。結晶の力によって昏睡状態に陥った結果、悪魔召喚の生贄から外され、儀式から10年後に目を覚ました。
自身の身体に埋め込まれた結晶は、悪魔の結晶「シャード」とリンクしており、その力を引き出す形で戦闘に役立てている。
昏睡中は時が止まっていたため、姿は10年前のままであると同時に記憶があいまいになっている。
ヨハネス
声 - 興津和幸 / ベンジャミン・ディスキン
元・錬金術ギルドの錬金術師で、ミリアムの結晶化を一時的に止める処置を行っている。
ギルドの中で唯一地獄の召喚に反対しており、地獄召喚の儀式には立ち会わなかった。
ジーベル
声 - 白川周作 / レイ・チェイス
ヨハネスの親友だった青年。錬金術ギルドの生贄として、ミリアムと同様に錬金術師にシャードリンカーに改造された結果、結晶に肉体を蝕まれている。復讐として錬金術ギルドを滅ぼし、地獄の城を呼び出す。
地獄の城を呼び出した当初は、人間ではない自分とミリアムの居場所を作るという目的があったが、結晶の侵食が進んだ結果、ミリアムを仲間に引き込み、この世を地獄にして人類に復讐するという目的に変わった。
斬月（ざんげつ）
声 - 安元洋貴 / デヴィッド・ヘイター
東洋の侍。魔術や錬金術師を憎んでいる。
アルフレッド
声 - 楠大典 / クリストファー・スウィンドル
元・錬金術ギルドの錬金術師で、ヨハネスの師。ギルド復刻のためにロガエスの書を手に入れようと躍起になっている。
ドミニク
声 - 水橋かおり / フライダ・ウォルフ
ミリアム支援のために派遣された教会のエクソシスト。とある結末から生と死の狭間に堕ちるが・・・。
アン
声 - 鬼頭明里 / レナ・ストロバー
ミリアムとヨハネスが訪れた村の生き残りの少女。
グレモリー
声 - 後藤沙緒里 / カリ・ウォールグレン
ジーベルをマスターと呼び、行動を共にしている上級悪魔。
O.D.（オルロック・ファーレンハイト・ドラクル）
声 - 置鮎龍太郎 / ロビー・ベルグレード
悪魔の城でミリアムにバフ効果のある書物を貸し出す吸血鬼。
ブラッドレス
声 - 後藤沙緒里 / レナ・ストロバー
日傘を差しているゴシック風の吸血姫。お風呂好きで血に飢えている。

## プレイアブルキャラクター
【本編（キャンペーンモード）で操作できるキャラクター】
- ミリアム（標準実装）
- 斬月（2020年5月アップデート配信）[9]
- ブラッドレス（2020年11月アップデート配信）[10]
- オーロラ（2022年4月アップデート配信。RPG『チャイルド オブ ライト』からのゲストキャラクター）

【アナザーストーリー（クラシックモード2）で操作できるキャラクター】
- ドミニク（2024年6月DLC配信）

## 開発
五十嵐孝司（IGA）は、コナミ時代には2000年代の『悪魔城ドラキュラ』シリーズなどのプロデューサーを務めていたが、コナミは2010年代以降スマートフォン（ソーシャルゲーム）が普及し大きな市場が形成されていくとゲーム専用機のコンシューマーゲーム開発からは距離を置くようになり、五十嵐は2Dのアクションゲームを発売したいという企画はあったものの、「ビジネスにならない」と断られ続け、ゲームを作れない時期が続いた。そんな折、カプコンから独立した稲船敬二がKickstarterで『Mighty No. 9』の製作費として大量の資金を集めたのを見て、2Dアクションゲーム市場に大勢のファンがいることを知り、この稲船のKickstarterでの成功をきっかけに五十嵐は自分も2Dのアクションゲームを作りたいと考え、コナミを退社し、ArtPlayを馮らと一緒に立ち上げることとなった。
本作は、Kickstarterでの資金募集開始からおよそ半日ほどで100万ドル（およそ1億1000万円）の資金が集まり、制作が決定した。その後も資金が集まり、累計で550万ドル（約5億6000万円）に達した。資金募集を開始した2015年の時点ではPlayStation 4、Xbox One、PC（Steam）での開発予定だったが、ストレッチゴールとしてPlayStation Vita版の発売も追加された。さらにWii Uでの発売も予定されていたが、Nintendo Switchが発売され、Wii Uが生産終了したことで、対応プラットフォームが変更された。
『ブラッドステインド：リチュアル・オブ・ザ・ナイト』 （Bloodstained：Ritual of the Night) という題名は、外国の関係者からの提案であり、題名について五十嵐は「『身体に埋め込まれた結晶にどんどん染色されていく』というバックストーリーと、ゲームの内容に合っていると感じた。」と電ファミニコゲーマーとのインタビューの中で答えており、「Bloodstained」という単語が「血まみれ」を意味することは後で知ったと述べている。
五十嵐は開発にあたり、『月下の夜想曲』などを最後にしばらくゲームを遊んでいなかった層に対し「当時のおもしろかったゲームがまだ遊べる」ということをアピールしたいと考え、彼らが安心して遊べるよう、あえて他のメトロイドヴァニア系ゲームとの差別化は図っていない。
企画当初は主人公を男性にすることが考えられたが、Kickstarterによる資金調達を決定した時点で、アメリカ合衆国におけるジェンダー問題が大きく取り上げられていたことから、主人公が男性である点が不利に働くと考えられたため、主人公は女性に変更された。
本作の舞台設定を「産業革命によって錬金術師たちが立場を追われた18世紀のイギリス」にしたいと考えた五十嵐は精霊の召喚に使えるとされるエノク語と実際の大量殺人事件が結びつけることを考えたが、大量殺人事件を見つけることができなかった。そこで、五十嵐は1783年のラキ火山の噴火でヨーロッパ全土が火山灰に覆われた際にハンプシャー州で2000人が死亡したという出来事に着目し、悪魔の召喚が行われた年を1783年に設定した。
2018年8月21日に、発売を2019年に延期することと、PlayStation Vitaの実機の製造中止を受け、PlayStation Vita版の開発を中止すると発表された。
度重なる調整の後、発売日をPS4､Xbox One、PCを2019年6月18日、Nintendo Switchを2019年6月25日に予定していたが、予期せぬ物流の問題で日本のみ発売を延期する事が決定した。PC版は予定通り発売された。
2019年10月24日に日本でもNintendo SwitchとPS4のパッケージ版が発売された。PS4のダウンロード版は10月31日に販売が開始された。
2024年6月12日に追加コンテンツの最後を飾る有料DLCとして、本編終了後のアナザーストーリー『クラシックモード 2：ドミニクズカース』を配信。約5年間に及んだ開発がこれをもって完結した。

## その他
スペインのThe Game Kitchen社が手掛けた2Dアクションゲーム「Blasphemous」（ブラスフェマス）向けの無料アップデートとして、パブリッシャーのTeam 17がブラッドステインドとのコラボ企画「Strife & Ruin」を発表した。この企画配信は海外時間2021年2月18日に開始されている。